# Стрељаштво на Летњим олимпијским играма 2016 — трап за жене
Такмичење у стрељаштву у дисциплини трап у женској конкуренцији на Летњим олимпијским играма 2016. у Рио де Жанеиру одржано је 7. августа на стрелишту Националне олимпијске стрељане.
Учествовала је укупно 21 стрелкиње из 17 земаља, а такмичење се одвијало у два дела. У квалификацијама сваки стрелац је пуцао у 3 серије по 25 мета, од којих је по десет мета испаљивано на леву, односно на десну страну, а преосталих 5 у наизменичним смеровима. Свака такмичарка је имала могућност да максимално два пута пуца на једну мету. Пласман у финале остварило је 6 најуспешнијих у квалификацијама. Потом су сви гађали нових 25 мета, али само са по једним метком по мети. У случају нерешеног резултата гађале су се додатне мете. 
Златну медаљу освојила је репрезентативка Аустралије Кетрин Скинер, сребро је припало Новозеланђанки Натали Руни, док је бронзану медаљу освојила Американка Кори Когдел.

## Освајачи медаља
|               |             |             |  |  |  |
|               |             |             |  |  |  |
| Кетрин Скинер | Натали Руни | Кори Когдел |  |  |  |

## Квалификације
| Плас. | Стрелкиња          | НОК                       | 1. | 2. | 3. | Расп. | ∑  | Нап. |
| ----- | ------------------ | ------------------------- | -- | -- | -- | ----- | -- | ---- |
| 1.    | Латиша Сканлан     | Аустралија                | 22 | 25 | 23 |       | 70 | КВ   |
| 2.    | Јесика Роси        | Италија                   | 24 | 21 | 24 |       | 69 | КВ   |
| 3.    | Фатима Галвез      | Шпанија                   | 24 | 22 | 23 |       | 69 | КВ   |
| 4.    | Натали Руни        | Нови Зеланд               | 24 | 23 | 21 |       | 68 | КВ   |
| 5.    | Кори Когдел        | Сједињене Америчке Државе | 22 | 23 | 22 |       | 68 | КВ   |
| 6.    | Кетрин Скинер      | Аустралија                | 22 | 21 | 24 | +2    | 67 | КВ   |
| 7.    | Синтија Мајер      | Канада                    | 21 | 23 | 23 | +1    | 67 |      |
| 8.    | Марија Дмитријенко | Казахстан                 | 24 | 20 | 22 |       | 66 |      |
| 9.    | Габи Ахренс        | Намибија                  | 23 | 22 | 21 |       | 66 |      |
| 10.   | Сату Мекеле Нумела | Финска                    | 22 | 24 | 20 |       | 66 |      |
| 11.   | Јекатерина Рабаја  | Русија                    | 22 | 20 | 23 |       | 65 |      |
| 12.   | Пак Јонгхуј        | Северна Кореја            | 23 | 20 | 22 |       | 65 |      |
| 13.   | Ариана Перили      | Сан Марино                | 21 | 23 | 21 |       | 65 |      |
| 14.   | Рај Базил          | Либан                     | 23 | 22 | 20 |       | 65 |      |
| 15.   | Чен Фанг           | Кина                      | 23 | 21 | 20 |       | 64 |      |
| 16.   | Алесандра Перили   | Сан Марино                | 22 | 22 | 19 |       | 63 |      |
| 17.   | Лин Ји Чун         | Кинески Тајпеј            | 22 | 20 | 20 |       | 62 |      |
| 18.   | Татјана Барсук     | Русија                    | 21 | 22 | 19 |       | 62 |      |
| 19.   | Јана Бекман        | Немачка                   | 20 | 20 | 21 |       | 61 |      |
| 20.   | Јукије Накајама    | Јапан                     | 19 | 22 | 20 |       | 61 |      |
| 21.   | Жанисе Теикшеира   | Бразил                    | 22 | 21 | 17 |       | 60 |      |

## Финале
| Плас. | Стрелкиња      | НОК                       | Укупно | Расп. | Нап.                      |
| ----- | -------------- | ------------------------- | ------ | ----- | ------------------------- |
| 1.    | Кетрин Скинер  | Аустралија                | 14     |       | Пласман у борбу за злато  |
| 2.    | Натали Руни    | Нови Зеланд               | 13     | +1    | Пласман у борбу за злато  |
| 3.    | Кори Когдел    | Сједињене Америчке Државе | 13     | +0    | Пласман у борбу за бронзу |
| 4.    | Фатима Галвез  | Шпанија                   | 12     |       | Пласман у борбу за бронзу |
| 5.    | Латиша Сканлан | Аустралија                | 10     |       |                           |
| 6.    | Јесика Роси    | Италија                   | 10     |       |                           |

| Плас. | Стрелкиња     | НОК                       | Укупно | Расп. | Нап. |
| ----- | ------------- | ------------------------- | ------ | ----- | ---- |
|       | Кетрин Скинер | Аустралија                | 12     |       |      |
|       | Натали Руни   | Нови Зеланд               | 11     |       |      |
|       | Кори Когдел   | Сједињене Америчке Државе | 13     | +1    |      |
| 4.    | Фатима Галвез | Шпанија                   | 13     | +0    |      |